# Shōwa-shinzan
Le Shōwa-shinzan (昭和新山, Shōwa-shinzan) est un dôme de lave volcanique situé dans le parc national de Shikotsu-Tōya sur l'île de Hokkaidō au Japon et proche du mont Usu. La montagne a été créée entre 1944 et 1945. Initialement, une série de forts séismes ont secoué la région et les champs de blé ont été rapidement soulevés. La lave a franchi la surface et le sommet actuel a été créé. Le pic fait maintenant 398 m d'altitude et fume encore activement.

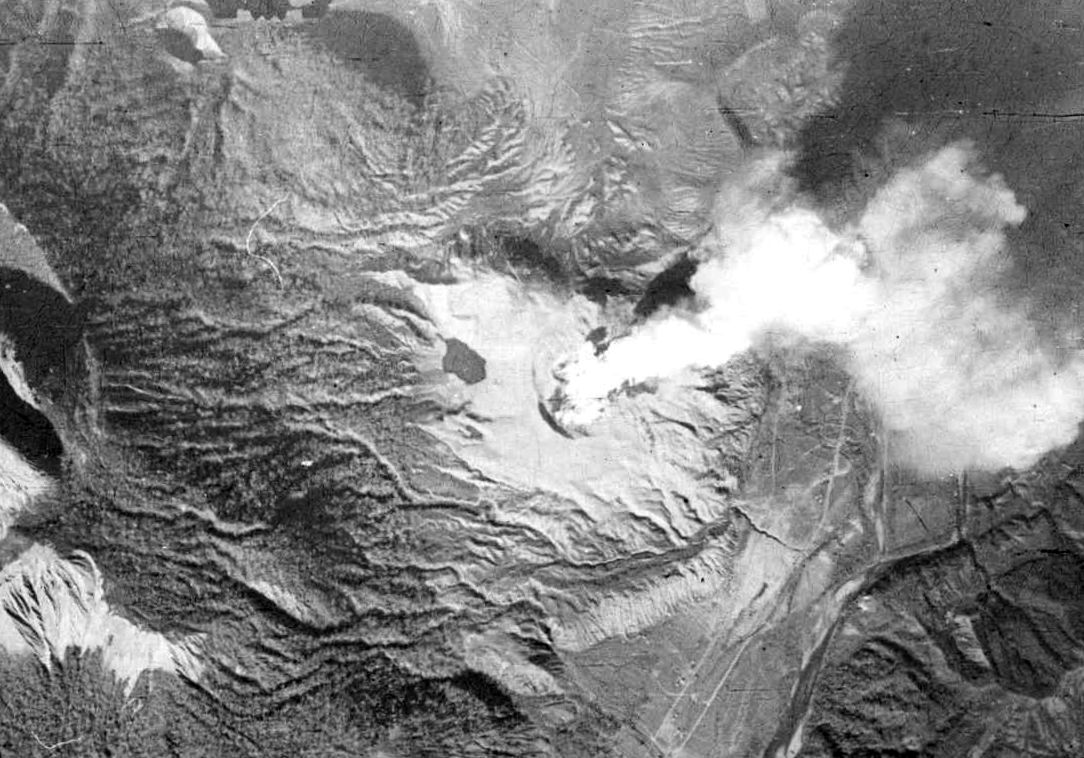
Le Shōwa-shinzan au cours de son année d'apparition en octobre 1944.

Le nom Shōwa-shinzan signifie littéralement « nouvelle montagne Shōwa » car elle s'est formée durant le règne de l'empereur Hirohito, période appelée ère Shōwa. Lorsque le Shōwa-shinzan est apparu, les autorités japonaises craignaient que cela puisse être interprété comme un malheureux présage de guerre et son existence a été gardée secrète. La plupart des informations à propos de la formation du pic au cours de ces années viennent du maître de poste local Masao Mimatsu (en) qui a gardé des mesures détaillées de sa progression.